# Laevilitorina johnstoni
Laevilitorina johnstoni is een slakkensoort uit de familie van de Littorinidae. De wetenschappelijke naam van de soort is voor het eerst geldig gepubliceerd in 1945 door Cotton.